# Konstantynowo (powiat pilski)
Konstantynowo – wieś w Polsce położona w województwie wielkopolskim, w powiecie pilskim, w gminie Wyrzysk.
W latach 1975–1998 miejscowość należała administracyjnie do województwa pilskiego.
Wieś została założona w 1828 roku przez hrabiego Konstantego Bnińskiego i jego żonę Jadwigę. Tak powstały nazwy wsi: Jadwiżyn, Bnin i właśnie Konstantynowo. 